# Hyperolius chrysogaster
Hyperolius chrysogaster är en groddjursart som beskrevs av Laurent 1950. Hyperolius chrysogaster ingår i släktet Hyperolius och familjen gräsgrodor. IUCN kategoriserar arten globalt som sårbar. Inga underarter finns listade i Catalogue of Life.